# Liste der Biografien/Mcw
Liste der Biografien |
Portal Biografien |
Personensuche
# |
A |
B |
C |
D |
E |
F |
G |
H |
I |
J |
K |
L |
M |
N |
O |
P |
Q |
R |
S |
T |
U |
V |
W |
X |
Y |
Z |
?
 
Ma |
Mb |
Mc |
Md |
Me |
Mf |
Mg |
Mh |
Mi |
Mj |
Mk |
Ml |
Mm |
Mn |
Mo |
Mp |
Mq |
Mr |
Ms |
Mt |
Mu |
Mv |
Mw |
Mx |
My |
Mz
 
Mca |
Mcb |
Mcc |
Mcd |
Mce |
Mcf |
Mcg |
Mch |
Mci |
Mcj |
Mck |
Mcl |
Mcm |
Mcn |
Mco |
Mcp |
Mcq |
Mcr |
Mcs |
Mct |
Mcu |
Mcv |
Mcw
Die Liste der Biografien führt alle Personen auf, die in der deutschsprachigen Wikipedia einen Artikel haben. Dieses ist eine Teilliste mit 27 Einträgen von Personen, deren Namen mit den Buchstaben „Mcw“ beginnt.

## Mcw

### Mcwa
- McWade, Edward (1865–1943), US-amerikanischer Schauspieler und Autor
- McWade, Robert (1872–1938), US-amerikanischer Theater- und Filmschauspieler
- McWatters, Donald (* 1941), australischer Hockeyspieler
- McWatters, Keith (1931–1995), australischer Romanist und Literaturwissenschaftler

### Mcwh
- McWherter, Ned (1930–2011), US-amerikanischer Politiker
- McWhinney, Edward (1924–2015), kanadischer Rechtswissenschaftler und Politiker
- McWhinnie, Mary Alice (1922–1980), US-amerikanische Biologin
- McWhirter, George (* 1939), kanadischer Schriftsteller, Dichter, Übersetzer und Hochschullehrer nordirischer Herkunft
- McWhirter, Norris (1925–2004), britischer Verleger
- McWhirter, Ross (1925–1975), britischer Verleger
- McWhorter, John (* 1965), US-amerikanischer LinguistJohn McWhorter (* 1965)

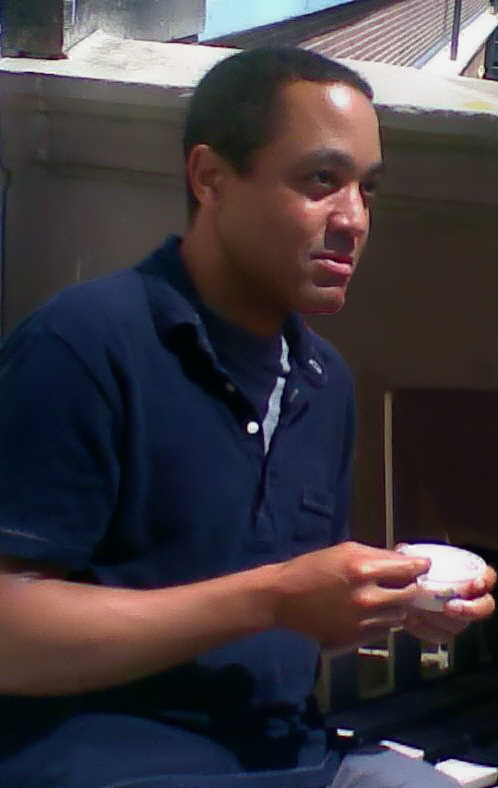
John McWhorter (* 1965)

- McWhorter, Zach (* 1999), US-amerikanischer Stabhochspringer

### Mcwi
- McWilliam, Colin (1928–1989), schottischer Architekt und Autor
- McWilliam, Joss (* 1959), australischer Schauspieler
- McWilliams, Carey (1905–1980), US-amerikanischer Journalist, Herausgeber und Rechtsanwalt
- McWilliams, Carey (* 1973), US-amerikanischer Autor, Scharfschütze und Fallschirmspringer
- McWilliams, David (1945–2002), britischer Musiker
- McWilliams, Jackie (* 1964), britische Feldhockeyspielerin
- McWilliams, James (* 1968), US-amerikanischer Historiker und Professor für Geschichte
- McWilliams, Jeremy (* 1964), nordirischer Motorradrennfahrer
- McWilliams, John D. (1891–1975), US-amerikanischer Politiker
- McWilliams, Paulette (* 1948), amerikanische Sängerin (Jazz, R&B, House, Musical und Rock)
- McWilliams, Richard, irischer Theater und Filmschauspieler
- McWilliams, Roland Fairbairn (1874–1957), kanadischer Politiker, Vizegouverneur von Manitoba
- McWilliams, Thomas M. (* 1952), US-amerikanischer Informatiker
- McWillie, William (1795–1869), US-amerikanischer Politiker
- McWithey, Jim (1927–2009), US-amerikanischer Autorennfahrer